# 証書
証書（しょうしょ）とは、権利・義務・事実等を証明する書類・文書をいう。

## 公正証書と私署証書

### 広義の公正証書・公文書
公務所又は公務員がその職務上作成した文書を公文書（こうぶんしょ）といい、そのうち、公務員がその権限に基づき作成した証書が広義の公正証書（こうせいしょうしょ）である。公正証書原本不実記載罪でいう「公正証書」はこれにあたる。
民事訴訟において、文書は、原則として「その成立が真正であることが証明されなければならない」（民事訴訟法228条1項）。ただし、公務所として公務員が発行する文書については、虚偽公文書作成等罪などの犯罪文書である可能性が明らかに無く、かつ、「その方式及び趣旨により公務員が職務上作成したものと認めるべきときは、真正に成立した公文書と推定する」（民事訴訟法228条2項）という規定になっている。

### 狭義の公正証書
広義の公正証書のうち、公証人法等に基づき、公証人が私法上の契約や遺言などの権利義務に関する事実について作成した証書をいう。一般に「公正証書」という場合、この狭義の公正証書を指す。
金銭消費貸借契約など金銭の一定額の支払いについての公正証書の場合、債務者がただちに強制執行に服する旨の陳述（執行認諾文言）が記載されていれば債務名義となり、訴訟・調停等の裁判手続を経由することなく強制執行の申し立てが可能となる（執行証書）。
また、高度の法律専門職公務員である公証人が当事者の意思を慎重に録取し、適法な内容の公正証書を作成することが求められていることから、記載された内容の信憑性（実質的証拠力）についても、事実上相当高く認められることになる。

### 私署証書・私文書
公文書以外の文書を私文書（しぶんしょ）といい、そのうち、作成者が署名又は記名押印をしたものが私署証書（ししょしょうしょ）である。
私署証書は、公正証書のように直ちに債務名義となることはなく、私署証書である契約書に基づいて相手方に金銭の支払いなどを強制したい場合は、その契約書を証拠として裁判所に訴えを起こし、支払いを命じる確定判決を勝ち取るなど債務名義を得たうえでなければ、強制執行の手続に入ることはできない。
民事訴訟において、文書は、原則としてその成立が真正であることを証明しなければならないが、私文書は、作成者本人又はその代理人の署名又は押印があるときは、真正に成立したものと推定すると規定されている（民事訴訟法228条4項）。また、判例上文書に押された印影が本人（又は代理人）の印章によるものであるときは、反証のない限り、本人の意思に基づいて顕出されたものと事実上推定される。したがって、例えば、契約書に契約当事者とされている人物の実印が押してあり、その印鑑登録証明書が添付されている場合、その押印は本人の意思によるものと推定され、次に本人の押印があることによって文書が真正に成立した（偽造ではない）ものと推定されることになる（二段の推定）。
なお、文書は、真正に成立したと認められてはじめてその記載内容の信憑性（実質的証拠力）も判断されるが、これについては裁判官の自由な心証に委ねられる。

## 処分証書と報告証書
証書は、処分証書と報告証書にも区別される。

### 処分証書
手形や遺言書のように、証明の対象である法律行為がその書面上でなされる文書をいう。書面によらずにできる法律行為であっても、文書によって直接なされたものであれば、その文書は処分証書となるのであり、売買契約書や契約解除の通知書などが、その例である。
文書の実質的証拠力の判断は裁判官の自由な心証に委ねられているが、処分証書の場合、判例上、成立の真正が証明されれば当然に実質的証拠力も認められ、書面上でなされた法律行為が直接証明される。

### 報告証書
受取証書、診断書、商業帳簿その他の、人の見聞・意見等を記載した証書で、処分証書以外のものである。
報告証書の成立の真正が証明されても、ただちに記載内容の正しさが証明されるものではない。

## 確定日付のある証書
確定日付のある証書は、第三者に対し、その作成日について完全な証拠力を有する（民法施行法4条）。公正証書（広義）の場合は、その日付が確定日付となる。私署証書は、登記所又は公証人役場において日付のある印章を押すことで、確定日付を得られる。